# 名古屋事件

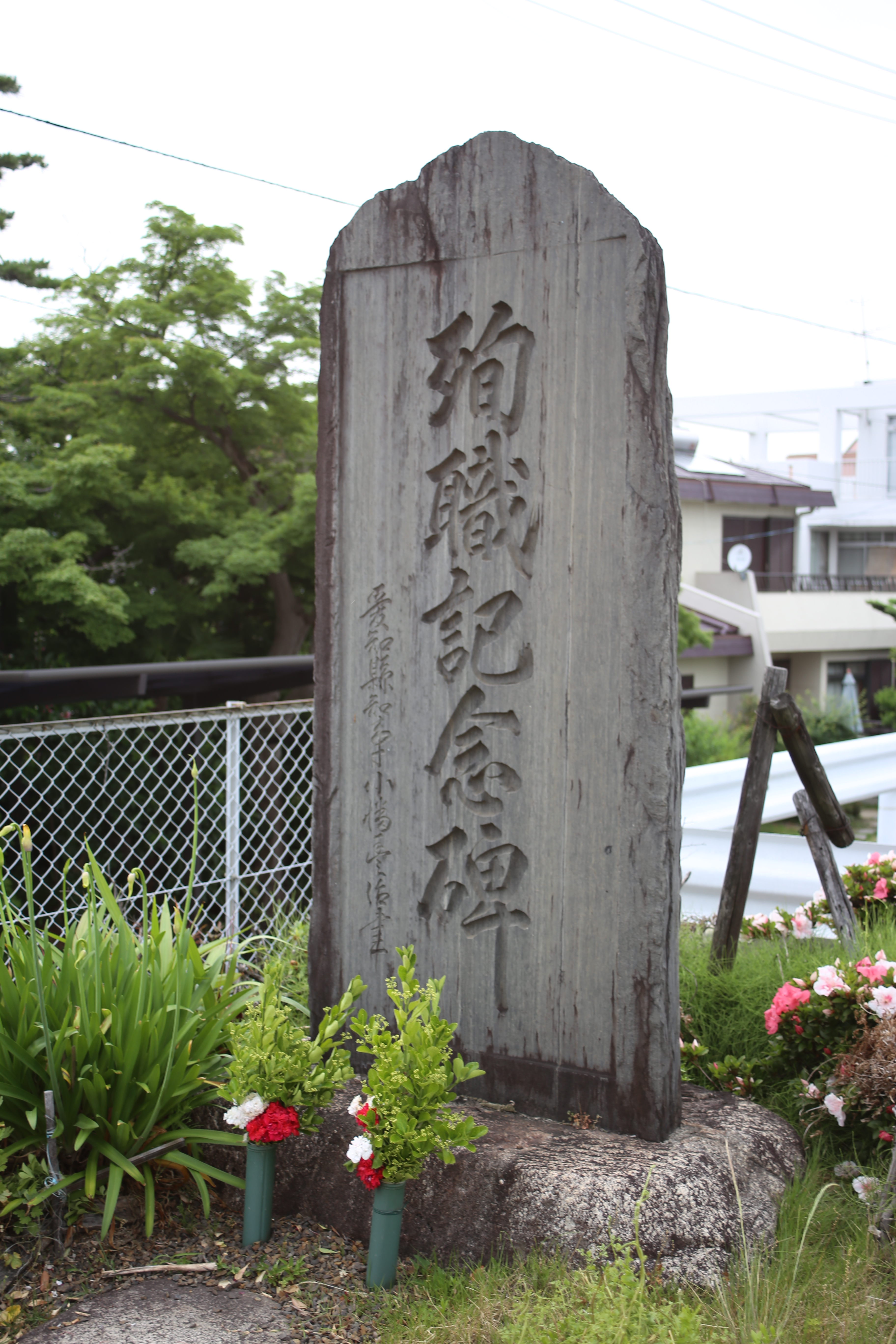
平田橋事件殉職記念碑・小幡豊治揮毫（名古屋市西区、2016年5月）

名古屋事件（なごやじけん）は、1884年（明治17年）12月、加波山事件後解党していた旧自由党の党員が起こした政府転覆未遂事件。

## 概要
名古屋の自由党員の組織であった「公道協会」の会員らを中心として、軍資金調達のために富豪からの強盗・紙幣偽造が企てられた。これは政府転覆計画を実行に移すための資金であった。強盗は実際に実行犯20人により、50数回ほど実行に移された。1884年（明治17年）8月、愛知県西春日井郡（現名古屋市西区）の平田橋付近において、警邏中だった巡査と実行犯らが遭遇し、この巡査2人を殺害する事件を起こす。この事件には、当時名古屋来遊中であった奥宮健之も関与している。また、同年12月、同県知多郡長草村（現大府市）役場において、国税を奪う事件を引き起こしている。この2事件により、10月以降実行犯らが次々と検挙されることとなった。3名が死刑、20名が無期懲役など（うち、7名が無期徒刑、16名が有期徒刑）に処された。ただし、彼らは政府転覆を企てた罪ではなく、単なる強盗犯・殺人犯として処罰された。1897年（明治30年）に特赦が行われた。

## 関連文献
- 長谷川昇『博徒と自由民権――名古屋事件始末記』 中公新書、1977年／平凡社ライブラリー、1995年
- 高橋敏『博徒の幕末維新』 ちくま新書、2004年
- 徳永真一郎『明治の逆徒』収録「名古屋事件」毎日新聞社、1982年